# Péninsule Sapiorny
La péninsule Sapiorny (en russe : Полуостров Сапёрный) est une péninsule de l'Extrême-Orient russe formant la partie orientale de l'île Rousski et délimitant la baie Novik. 
La péninsule mesure environ douze kilomètres de longueur et quatre kilomètres de largeur maximale pour une superficie de 25 km2. Elle est rattachée au reste de l'île Rousski par un isthme de 1,4 kilomètre de largeur situé au sud-ouest de celle-ci et qui sépare la baie Novik du reste du golfe de Pierre-le-Grand. À son extrémité nord, l'île Sainte-Hélène fait face à la péninsule.
Elle est bordée tant à l'est qu'à l'ouest par de nombreuses baies comme la baie Paris et la baie Ajax. C'est sur les rivages de cette dernière que l'université fédérale d'Extrême-Orient a construit un nouveau campus. Au nord de cette même baie, débouche le pont de l'île Rousski qui rattache l'île à la ville de Vladivostok